# Bymainiella lugubris
Bymainiella lugubris är en spindelart som beskrevs av Raven 1978. Bymainiella lugubris ingår i släktet Bymainiella och familjen Hexathelidae.
Artens utbredningsområde är New South Wales. Inga underarter finns listade.